# Ченікало Олександр Володимирович
Олександр Володимирович Ченікало (нар. 9 серпня 1991) — український легкоатлет, яка спеціалізується в гірському бігу.
На національних змаганнях представляє Львівську область.

## Із життєпису
Чемпіон України з гірського бігу (вгору-вниз) (2018, 2019,2023).
Багаторазовий призер чемпіонатів України з гірського бігу.
Чемпіон України з трейлу на дистанції 40 км (2021).
Багаторазовий учасник чемпіонатів світу та Європи з гірського бігу.
Викладач Львівського державного університету фізичної культури імені Івана Боберського.
Працює персональним тренером з бігу.

## Основні міжнародні виступи
| Рік  | Змагання                          | Місто              | Місце | Дисципліна |
| ---- | --------------------------------- | ------------------ | ----- | ---------- |
| 2014 | Чемпіонат світу з гірського бігу  | Масса              | 125   | 12 км      |
| 2017 | Чемпіонат світу з гірського бігу  | Премана            |       | 13 км      |
| 2018 | Чемпіонат Європи з гірського бігу | Скоп'є             |       | 11 км      |
| 2019 | Чемпіонат Європи з гірського бігу | Церматт            |       | 10,1 км    |
| 2019 | Чемпіонат світу з гірського бігу  | Вілья-ла-Ангостура |       | 14,7 км    |